# Rocca d'Arce
Rocca d'Arce là một đô thị ở tỉnh Frosinone trong vùng Lazio, có vị trí cách khoảng 100 km về phía đông nam của Roma và khoảng 20 km về phía đông nam của Frosinone.
Rocca d'Arce giáp các đô thị: Arce, Colfelice, Fontana Liri, Roccasecca, Santopadre.